# Bad News Brown

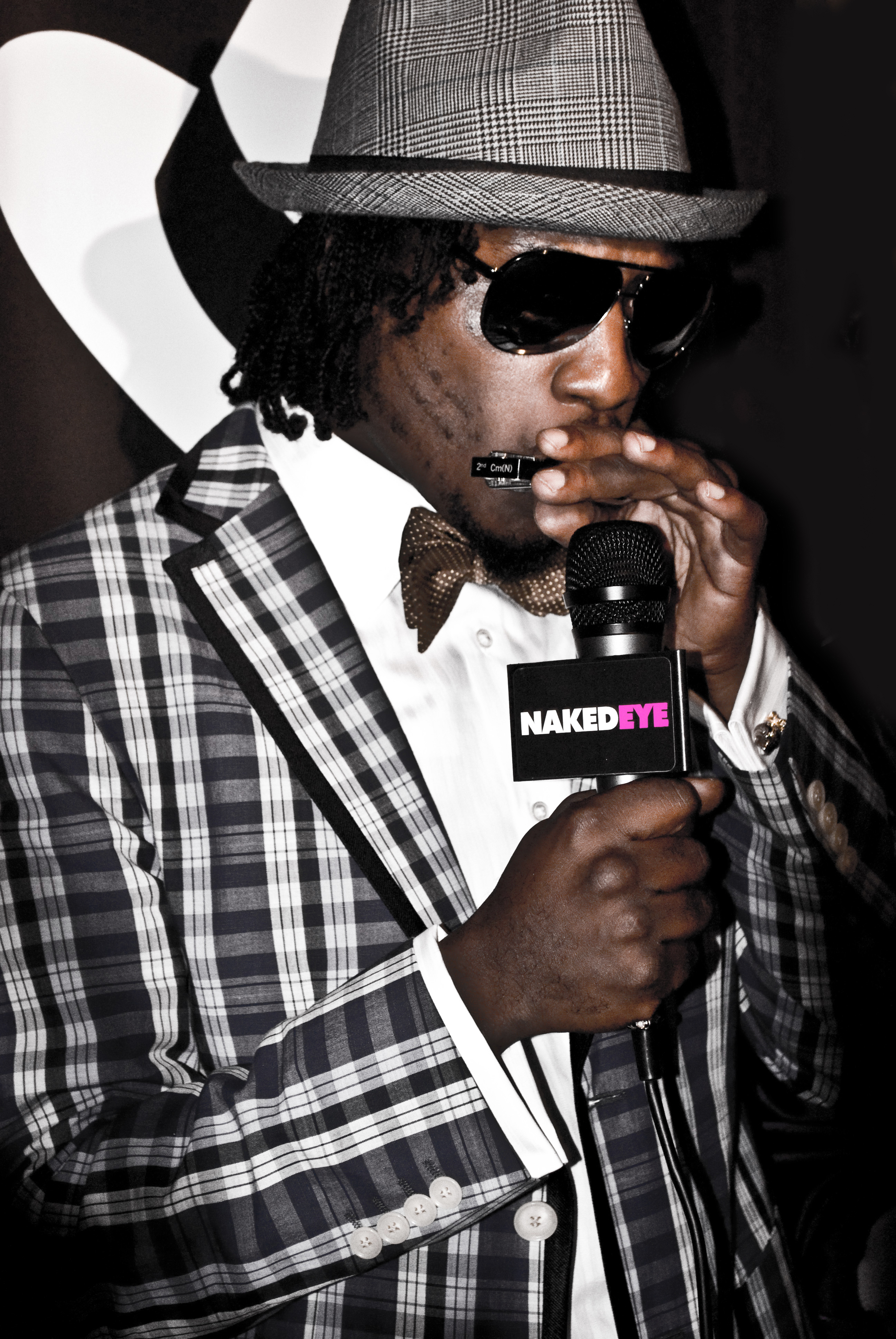

Bad News Brown, nome artístico de Paul Frappier (8 de maio de 1977 - 11 de fevereiro de 2011), foi um artista, músico e cantor de hip-hop canadense de origem haitiana. Ele era bem conhecido pela mistura do som de seu principal instrumento, a gaita, com as batidas e rimas do hip-hop.